# Ornithodoros nicollei
Ornithodoros nicollei är en fästingart som beskrevs av Josef Mooser 1932. Ornithodoros nicollei ingår i släktet Ornithodoros och familjen mjuka fästingar. Inga underarter finns listade i Catalogue of Life.